# 25689 Duannihuang
25689 Duannihuang è un asteroide della fascia principale. Scoperto nel 2000, presenta un'orbita caratterizzata da un semiasse maggiore pari a 2,2714651 UA e da un'eccentricità di 0,1389358, inclinata di 2,17407° rispetto all'eclittica.